# Philemon Wright
Pour les articles homonymes, voir Wright.
 (mars 2025).
Philemon Wright, né le 3 septembre 1760 à Woburn au Massachusetts et mort le 3 juin 1839 à Wright's Town, est un homme d'affaires et homme politique américano-canadien. Il est le fondateur de l'ancienne ville de Hull. Le premier nom qu'il donne au village est « Columbia Falls Village », les autres l'appelait Wright's Town. De 1875 à 2002, la ville porte le nom de Hull, puis, le 1er janvier 2002 dans le cadre de la réorganisation des municipalités du Québec, elle est fusionnée avec les villes d'Aylmer, de Buckingham, de Gatineau et de Masson-Angers pour former la nouvelle ville de Gatineau.

## Biographie
Philemon Wright était le fils de Thomas Wright, cultivateur, et d'Elizabeth Chandler.  Dans sa jeunesse, Wright a pris parti pour les rebelles américains pendant la guerre d'Indépendance et par la suite, fut cultivateur. Il avait épousé, en 1782, Abigail Wyman, et ce mariage a produit neuf enfants. Il était le grand-père d'Alonzo Wright.   
Il vivait là, jusqu'à ce qu'il réalisa qu'une pénurie de terres à acheter, fera que ses fils ne pourront jamais devenir fermiers de leurs propres fermes à Woburn. Il a donc commencé à chercher plus au nord des terres propices pour créer une nouvelle communauté agricole. En 1797, il trouve cet endroit sur le point d'intersection de la Tenàgàtino-sibi ou rivière Gatineau et la Kitch-sibi ou la rivière des Outaouais. Il demanda au gouvernement du Bas-Canada, en 1799, de lui concéder le canton de Hull et après avoir voué un serment d'allégeance à la couronne, ce fut accompli sous le régime de "leader et associés".
À six pieds de hauteur et un leader naturel, Wright était un personnage impressionnant et en 1799, à Woburn, il a pu convaincre un groupe de colons de quitter le Massachusetts et d'émigrer au Canada vers la vallée de l'Outaouais. À l'hiver de 1800, il a dirigé un groupe de 4 autres familles et 33 hommes ouvriers vers la région. Avec l'aide d'un guide amérindien qui s'était porté volontaire pour aider le groupe à négocier la route perfide sur la glace de Carillon à Akikodjiwan ou chute des Chaudières, le groupe arriva sur la rive ouest de la rivière Gatineau où elle rencontre la rivière des Outaouais et a commencé à défricher le terrain. Au tout début, leur but était de dégager ce qui était nécessaire pour bâtir leurs maisons et des terres agricoles qui serviront à leur survie. Ayant connu un grand succès, Wright a commencé à construire son village au pied des chutes de la Chaudière dès l'année suivante, en 1801. Ce village était connu, plus tard par le nom de Wright's Town.  
Le processus de colonisation a été long et difficile et, en 1806, Wright avait presque épuisé son capital. Dans un effort à reconstituer ses finances et afin de garder ses travailleurs occupés en hiver, Wright commence le commerce de la coupe du bois. Par la suite, il a tenté d’accomplir ce qui était alors impossible, construire un train de bois équarri et le flotter jusqu’à la ville de Québec. Là, il serait vendu à l'exportation vers la Grande-Bretagne. Le train radeau construit fut nommé « Columbo ». Malgré un voyage de deux mois, rencontrant de nombreux obstacles, il est arrivé à Québec et il a vendu ses 700 billots et 6 000 douves. C’était le début des trains de  bois sur la rivière des Outaouais et en Amérique de Nord.
Par cet exploit, la société de P. Wright & Sons, exportateurs de bois, a été fondée en 1814 et est devenue très lucrative, surtout pendant les guerres napoléoniennes, quand la Grande-Bretagne a été coupé de ses fournisseurs traditionnels de la Baltique. En plus, Wright était un entrepreneur sans égal. Il était propriétaire et spéculateur foncier; nommé agent des terres en 1819 ; engagé dans l'élevage du bétail; le commerce d'importation et de détail ; la petite industrie ; une brasserie et une usine de distillation ; la navigation à vapeur et il a fondé une autre société nommé la Hull Mining Company. En 1806, 13,700 acres cédés par la couronne étaient en son nom ou le nom de ses fils. Le régime de "leader et associés"  a pris fin en 1809 mais, jusqu'à sa mort en 1839, Philemon a continué à faire croître son domaine à travers cinq comtés de l'Outaouais jusqu'à ce que le total de ses achats s'élève à plus de 37 000 acres. 
Par tout apparences, les employés de la famille Wright était bien traités. Joseph Bouchette, l'arpenteur général du Bas-Canada, a écrit en 1825 à propos de Hull: « Les gens semblent jouir universellement d'un degré d'aisance et de confort rarement atteint dans une colonie naissante »  Les travailleurs étaient relativement bien rémunérés au début de Hull. Malheureusement, nous n'avons que des données clairsemées indiquant ce que les travailleurs pensaient. Par exemple, un employé des frères Wright, Joseph Holt, écrivant une lettre à sa famille aux États-Unis: « . . . nous nous sentons tous nous-mêmes contents pour le moment . . . et je crois que je vais rester avec eux, (les Wright) un certain temps si on va m'utiliser comme ils l'ont fait. J’ai un bon salaire, mon travail est apprécié et ils utilisent toute ma famille. En même temps, j'ai un bon cheval, selle et bride pour monter à cheval quand je le veux. . . ».

## Le canal Rideau et les tenures à constituts
Wright était le fournisseur principal pour chaque constructeur, chaque spéculateur foncier et chaque projet du gouvernement dans la région. Selon plusieurs de ses contemporains, Wright devrait également recevoir le mérite d'avoir été la première personne qui a suggéré la construction du canal Rideau, et une fois que la construction du canal était en cours, Wright a obtenu la plupart des contrats pour fournir les matériaux, les artisans et les travailleurs.
En rapport avec le canal, il y avait un autre projet qui peut servir à illustrer une importante
tendance à venir. Wright louait ses terres, situées où sont les terres actuelles du parc Jacques-Cartier et du Musée canadien de l'histoire, en espérant que ça deviendrait la Basse-Ville de Wright's Town. Cela servirait à loger les ouvriers du canal, y compris les nombreux travailleurs canadiens-français que Wright a toujours préféré embaucher. Sous le régime de tenures-à-constitut mis en place par les gouvernements de provinces canadiens - un régime très semblable au régime des seigneuries ailleurs - Wright louait ces terres avec l’exigence d’un paiement initial et un paiement annuel divisé en versements trimestriels. Le projet, cependant, n’a jamais démarré car les ouvriers semblaient préférer vivre dans la Basse-Ville de Bytown en raison de sa proximité aux chantiers de construction du Canal Rideau. Les lots de Bytown étaient achetés sous le même régime de tenure à constituts, une pratique abolie par la loi, plus tard.

## Agriculteur avant tout
Bien que sa vie soit souvent vue comme pionnier du commerce de bois, dans son cœur, Philemon Wright a toujours été un agriculteur. En 1823, la famille Wright avait créé plusieurs exploitations agricoles lucratives qui couvrent une grande partie du terrain occupé par l'actuel Hull et Aylmer. Il s'agit notamment de la « Gateno Farm », comme Philemon l'avait nommé, à proximité du Columbia Pond, aujourd'hui le lac Leamy, la Columbia Falls Farm, la Columbia Farm, la Dalhousie Farm, la Britannia Farm et la Chaudière Lake Farm. Il y avait une autre ferme le long du chemin de la Montagne, et deux autres sur les deux rives de la rivière Gatineau. 
La Gateno Farm (défriché par Philemon Jr. en 1800, selon le rapport de Philemon père de 1824 à l'assemblée Nationale), était le site du premier emplacement des premiers colons, où se trouvait la première cabane en rondins de la famille appelé « The Wigwam »  et éventuellement, le site de sa deuxième résidence. Historien de Hull, Lucien Brault, a cité , que la troisième maison de Philemon Sr. était au Columbia Falls Farm. La quatrième maison de Philemon a été construite juste à l'ouest du Brewery Creek (ruisseau de la Brasserie) et était une grande maison appelée « The White House » (la maison blanche). Elle ressemblait de beaucoup la maison située à la ferme Wright à Woburn, Massachusetts où Wright a grandi. Presque une copie parfaite de la maison blanche de Wright peut être trouvée à la succession Billings à Ottawa. Sachant que Braddish Billings a commencé sa carrière comme un magnat du bois à l'emploi de Wright, il n'est peut être pas surprenant que sa maison « grande et distinguée », comme il l'appelait, aurait été modelée après celle de Philemon Wright. 
Une fois Philemon a déménagé à sa maison blanche, la Gateno Farm a été utilisée pour élever des animaux et de l'exploitation d'une distillerie par Philemon fils et Sarah Wright. Cette ferme a fini dans les mains d'Andrew Leamy qui a épousé Erexina Wright, la fille de Sarah et Philemon Wright, fils. Le Columbia Farm, une ferme de 800 acres (3,2 km2) qui était situé à la jonction de ce qui était la Brigham Road (maintenant boul. Gamelin) et Columbia Road (maintenant boul. St-Joseph), et a été opérée d'abord par Philemon Jr., puis finalement détenue par Thomas Brigham, qui avait épousé la fille de Philemon, père, Abigail. La Britannia Farm, sur le chemin d'Aylmer, a été possédé par Philemon Jr., comme ce fut la Dalhousie Farm, au sud de ce qui est maintenant le Lac Leamy. La Britannia Farm est maintenant le site du Royal Ottawa Golf Club, et les clubs de golf Champlain et Château Cartier. La ferme située au Lac-Deschênes à Aylmer, appelée la Chaudière Lake Farm, a également été mise en place et supervisée par Philemon, fils. 
Après la mort accidentelle et tragique de Philemon Jr., le 5 décembre 1821, les héritiers de Philemon Jr., ont fini seulement à conserver la propriété de la Gateno Farm en raison de certains documents douteux (comme Wright père a avoué dans une lettre datée 1938). Les fermes Britannia et Chaudière ont été données à Tiberius et Ruggles et la Chaudière Lake Farm a été placée sous la supervision de Charles Symmes, neveu de Wright père. La Dalhousie Farm a été donnée aux héritiers d'Ephraïm Chamberlin, le gendre de Philemon.
Sur le site de l'actuel Collège St-Alexandre de Limbour, un autre fils, Tiberius Wright, établit une ferme en 1816, que son fils, Alonzo Wright à son tour héritera plus tard. En 1823, cette ferme comprenait près de 800 acres. 
À la fin de sa vie, Philemon, père, a pris sa retraite sur une autre ferme, cette fois dans le canton d'Onslow. En fait, la communauté agricole de Wright, à l’époque, était la plus développée du Bas-Canada. La renommée de Hull en tant que communauté agricole, au Canada, aux États-Unis, et à la Grande-Bretagne a été bien méritée.

## Vie publique
Élu député d'Ottawa en 1830, Wright appuya tantôt le parti patriote, tantôt le Parti bureaucrate et vota contre les 92 résolutions. Il ne s'est pas représenté en 1834 pour le scrutin.
Dans la communauté, Wright fut officier de milice et juge de paix, il contribua le terrain et financièrement à la construction de l'église anglicane de Hull, léglise St. James, et il était Maître d'une loge maçonnique. Pour mieux expliquer l'histoire de Wright's Town, Wright fit paraître dans le Canadian Magazine and Literary Repository de Montréal, en 1824, « An account of the first settlement of the township of Hull [...] ».
Wright est décédé en 1839, à Wright's Town et a laissé en deuil une grande famille. Tiberius est décédé 2 ans plus tard, alors son fils Ruggles Wright a pris la tête des affaires de son père dans le domaine du commerce forestier. Ruggles allait construire à Hull, plus tard, la plus importante glissoire de billots dans la région.
Philemon Wright est considéré comme étant, en principe, le fondateur des villes d'Ottawa et de Gatineau.
Philemon Wright High School (école secondaire) à Gatineau porte son nom.